# Jungenschule
Als Jungenschule, Knabenschule oder auch Bubenschule bezeichnet man eine Schule, die nur von männlichen Schülern besucht wird. Das Konzept der Jungenschule ist, wie das der Mädchenschule, eine Form der Monoedukation.

## Heutige Jungenschulen in Deutschland
In der Bundesrepublik Deutschland gibt es aktuell nur noch zwei Jungengymnasien sowie einige (nicht an eines der Gymnasien angeschlossene) Jungenrealschulen. Die Zahl der Jungenschulen ist in den letzten Jahrzehnten drastisch zurückgegangen. Auffällig ist die relative Häufung an Realschulen in Bayern, während es in Ostdeutschland keine einzige gibt. Mit Einführung der Koedukation in Deutschland wurden fast alle staatlichen Knabenschulen in gemischte Schulen umgewandelt. Die meisten Knabenschulen (außerhalb Bayerns) sind heute kirchliche Schulen, die sich aus Internaten in der Trägerschaft eines Männerordens entwickelt haben. Aber auch diese wurden zum größten Teil nach und nach ebenfalls für Mädchen geöffnet.

### Jungengymnasien in Deutschland
- Bischöfliches Willigis-Gymnasium in Mainz, Rheinland-Pfalz
- Collegium Josephinum in Bonn, Nordrhein-Westfalen

Ehemalige Jungengymnasien
- Erzbischöfliches Kardinal-Frings-Gymnasium in Bonn-Beuel, Nordrhein-Westfalen; seit dem Schuljahr 1988/89 für Mädchen geöffnet
- Kolleg St. Blasien in Sankt Blasien, Schwarzwald; seit dem Schuljahr 1989 werden im von Jesuiten geführten Gymnasium auch Mädchen aufgenommen.
- Kolleg St. Thomas der Dominikaner in Vechta, Niedersachsen; seit dem Schuljahr 2006/07 werden dort auch Mädchen aufgenommen. Neben den Schülerinnen, die in der 5. Klasse begonnen haben, gibt es einige wenige Quereinsteigerinnen in höheren Klassen.[1]
- Aloisiuskolleg in Bonn-Bad Godesberg, Nordrhein-Westfalen; seit wenigen Jahren besuchen auch Schülerinnen das Gymnasium der Jesuiten.
- Sankt Ludwig Kolleg der Franziskaner-Minoriten in Bonn, Nordrhein-Westfalen; geschlossen seit 1984.[2][3][4][5]
- Don-Bosco-Gymnasium in Wadersloh, Nordrhein-Westfalen; aufgrund finanzieller Probleme im Sommer 2007 geschlossen.
- Bischof-Neumann-Schule in Königstein im Taunus, Hessen. Fünftklässlerinnen werden seit 1986 aufgenommen, vorher Quereinsteigerinnen in Einzelfällen.
- Vinzenz-Pallotti-Kolleg in Rheinbach bei Bonn, Nordrhein-Westfalen; geschlossen seit 2016.
- Kaiser-Karls-Gymnasium in Aachen, Nordrhein-Westfalen; seit den 1970er Jahren auch Mädchen.
- Alexander-von-Humboldt-Gymnasium in Neuss, Nordrhein-Westfalen; seit 1974 auch Mädchen.
- Gymnasium St. Paulusheim in Bruchsal, Baden-Württemberg; seit 1974 auch Mädchen.
- Gymnasium Haus Overbach in Barmen, Nordrhein-Westfalen; seit 1981 auch Mädchen.
- Luitpold-Gymnasium in München, Bayern; seit 1983 auch für Mädchen.
- Norbert-Gymnasium Knechtsteden in Dormagen, Nordrhein-Westfalen; seit 1991 auch Mädchen.[6]
- Quirinus-Gymnasium Neuss, Nordrhein-Westfalen; seit 1991 auch Mädchen.
- Musikgymnasium der Regensburger Domspatzen in Regensburg, Bayern; seit 2022 auch Mädchen.[7]

### Jungenrealschulen in Deutschland (Auswahl)
- Franz-von-Sales Jungenrealschule in Ehingen, Baden-Württemberg[8]
- Collegium Josephinum in Bonn, Nordrhein-Westfalen
- Staatliche Realschule für Knaben in Freilassing, Bayern
- Staatliche Realschule für Knaben in Immenstadt, Bayern
- Staatliche Realschule für Knaben in Neumarkt in der Oberpfalz, Bayern
- Wolfgang-Kubelka-Realschule für Knaben in Schondorf, Bayern
- Knabenrealschule Schweiklberg in Schweiklberg, Bayern
- Realschule im Stiftland in Waldsassen, Bayern

## Bekannte Schüler einer Jungenschule
- Aloisiuskolleg, Bad Godesberg
  - Stefan Raab, Moderator und Schauspieler
- Bischöfliches Willigis-Gymnasium, Mainz
  - Tobias Mann, Kabarettist, Comedian und Musiker
  - Gerhard Ludwig Müller, Erzbischof, ehem. Bischof von Regensburg und Präfekt der Kongregation für die Glaubenslehre
  - Heinz Schenk, Showmaster und Schauspieler
- Collegium Josephinum, Bonn
  - Stefan Andres, Schriftsteller
  - Bernhard Heitz, Geistlicher
  - Michael Meier, ehemaliger Fußball-Manager
  - Manfred Lütz[9], Psychiater, Psychotherapeut, römisch-katholischer Theologe, Vatikanberater und Buchautor
- Friedrich-Wilhelm-Gymnasium, Trier
  - Karl Marx, Philosoph, Vordenker des Kommunismus
  - Oswald von Nell-Breuning, Theologe, Jesuit, Nationalökonom und Sozialphilosoph, Nestor der Katholischen Soziallehre
  - Philipp Christoph von Sötern, Kurfürst von Trier in der Zeit des Dreißigjährigen Krieges
- Kolleg St. Blasien, Sankt Blasien im Schwarzwald
  - Heiner Geißler, Politiker
  - Bernhard Bueb, ehemaliger Leiter der Schule Schloss Salem
  - Ferdinand von Schirach, Strafverteidiger und Schriftsteller
  - Ivo Gönner, SPD-Kommunalpolitiker, 1992 bis 2016 Oberbürgermeister von Ulm
  - Wolfgang Grupp, alleiniger Inhaber der Textilfirma Trigema
  - Felix zu Löwenstein, Ökologischer Bio-Landwirt
  - Nikolaus Brender, ehem. Chefredakteur des ZDF
  - Percy Hoven, ehem. Fernsehmoderator (RTL), heute Porträtmaler
- Kolleg St. Thomas der Dominikaner, Vechta
  - Eugen Kogon, Soziologe und Politikwissenschaftler
- Vinzenz-Pallotti-Kolleg, Rheinbach bei Bonn
  - Oliver Ewy, Schauspieler und Musiker
- Wolfgang-Kubelka-Realschule, Schondorf
  - Andreas Görlitz, Fußballspieler